# Абреу Оливейра, Андерсон Луис де
А́ндерсон Луи́с де Абре́у Оливе́йра (порт.-браз. Ânderson Luís de Abreu Oliveira; родился 13 апреля 1988 года в Порту-Алегри, Бразилия), более известный как А́ндерсон — бразильский футболист, полузащитник.
Андерсон начал карьеру в бразильском «Гремио», после чего перешёл в португальский клуб «Порту», в котором провёл два сезона. С «Порту» он дважды выиграл чемпионат Португалии, а также стал обладателем Кубка и Суперкубка Португалии. В 2007 году перешёл в английский клуб «Манчестер Юнайтед». С «Юнайтед» он выиграл четыре чемпионских титула Премьер-лиги, Лигу чемпионов и Кубок Футбольной лиги. В январе 2014 года перешёл в «Фиорентину» на правах аренды до конца сезона 2013/2014, проведя в составе «фиалок» 7 матчей.
За сборную Бразилии Андерсон дебютировал в 2007 году на Кубке Америки, когда Бразилия стала чемпионом этого турнира. Он также сыграл за олимпийскую сборную Бразилии на летней Олимпиаде 2008 года, где бразильцы заняли третье место.

## Клубная карьера

### «Гремио»
Футбольную карьеру Андерсон начал в клубе «Гремио» из родного города Порту-Алегри. В 2005 году он начал выступать за основной состав команды, сыграв во второй половине сезона 6 матчей в рамках бразильской «Серии А» (клуб по итогам сезона выбыл в «Серию B»), а также в первой половине чемпионата Гаушу 2005 года. В матче плей-офф против «Наутико Ресифи» Андерсон забил важнейший гол, который вернул «Гремио» в бразильскую «Серию А». После удалений у «Гремио» играло лишь 7 человек, «трёхцветные» не смогли забить пенальти. Но единственный гол в этой тяжёлой встрече всё-таки забил футболист «Гремио» Андерсон.

### «Порту»
В декабре 2005 года Андерсон перешёл в португальский клуб «Порту». Его дебютный матч за «Порту» состоялся 5 марта 2006 года. Бразилец сыграл свою роль в завоевании командой титула чемпионов Португалии в сезоне 2005/06. В следующем сезоне 2006/07 Андерсон дебютировал в Лиге чемпионов УЕФА в первой групповой игре «Порту» против московского ЦСКА. Однако в этом же сезоне бразилец получил перелом ноги после подката Константиноса Кацураниса в матче против «Бенфики» и пропустил 5 месяцев.

### «Манчестер Юнайтед»
30 мая 2007 года официальный сайт «Манчестер Юнайтед» сообщил, что клуб договорился о переходе Андерсона из «Порту». Сумма сделки не разглашалась, но, как предполагается, она составила около 25 млн евро или 18 млн фунтов. 29 июня 2007 года бразилец получил разрешение на работу в Англии, а 2 июля подписал 5-летний контракт с чемпионами Англии, став вторым бразильским футболистом в истории «Манчестер Юнайтед» после Клеберсона.

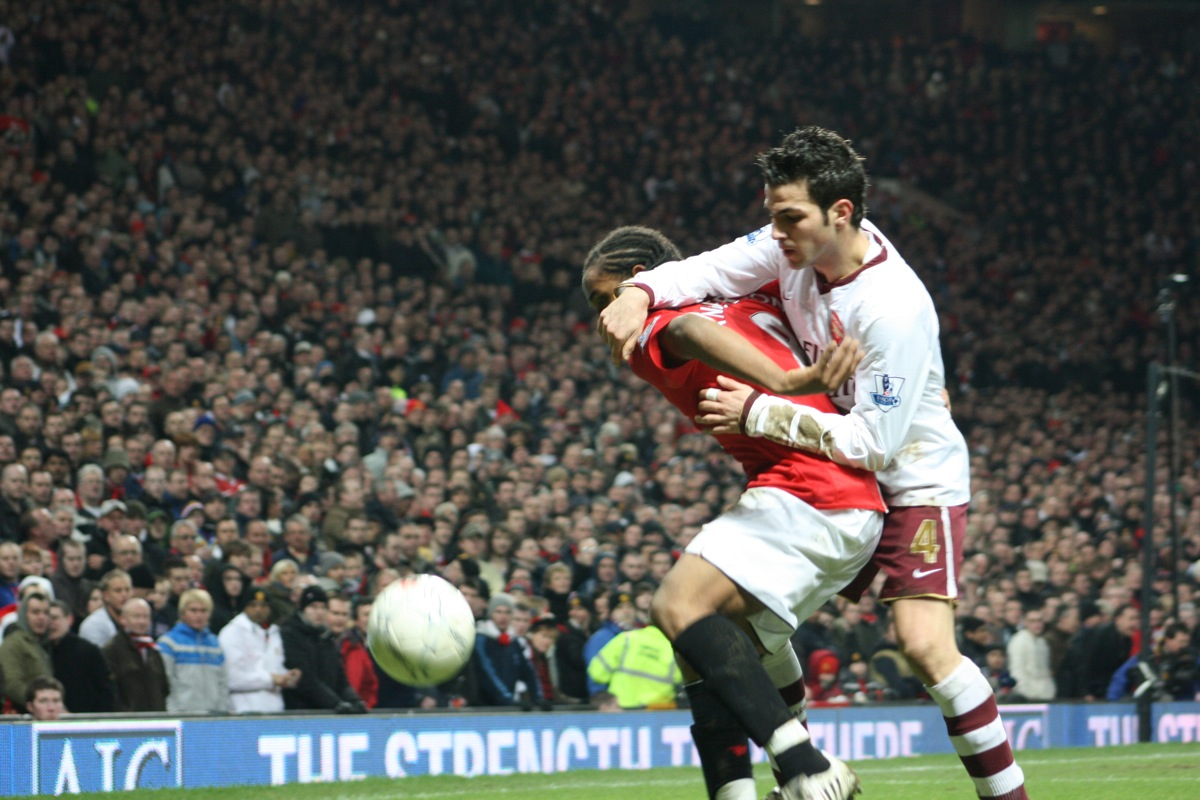
Андерсон против Сеска Фабрегаса

Ещё до перехода в «Манчестер Юнайтед» Андерсон дружил с португалоговорящими Криштиану Роналду и Нани, своими будущими одноклубниками. После перехода бразилец получил футболку с номером «8», которая ранее принадлежала Уэйну Руни. Дебют Андерсона за «Манчестер Юнайтед» состоялся 3 августа 2007 года в товарищеской встрече против «Донкастер Роверс». Бразилец отыграл 45 минут в этом матче, который завершился победой «Юнайтед» со счётом 2:0.
1 сентября 2007 года Андерсон провёл свою первую официальную игру за клуб в матче английской Премьер-лиги против «Сандерленда». Уже через 35 минут после начала встречи бразильца заменили на Луи Саа, который и забил в этом матче победный для «Юнайтед» гол. 19 сентября Андерсон сыграл свой первый матч за «Юнайтед» в Лиге чемпионов против лиссабонского «Спортинга», выйдя на замену Райану Гиггзу на 76-й минуте. 26 сентября 2007 года он отыграл полные 90 минут в матче Кубка Лиги против «Ковентри Сити». «Манчестер Юнайтед», выставивший на этот матч молодых футболистов из резервного состава, уступил сопернику со счётом 2:0.
В финальном матче Лиги чемпионов 2007/2008, который состоялся в Москве 21 мая 2008 года, Андерсон вышел на замену Уэсу Брауну на последней минуте дополнительного времени и забил за «Юнайтед» шестой одиннадцатиметровый удар в серии послематчевых пенальти. После того, как бразилец пробил Петра Чеха, он во второй раз с силой загнал мяч в сетку ворот, воодушевляя трибуны и партнёров по команде. «Манчестер Юнайтед» одержал победу в серии пенальти, и Андерсон в первый же свой сезон после переезда в Англию стал обладателем двух титулов: чемпиона Англии и обладателя Лиги чемпионов.

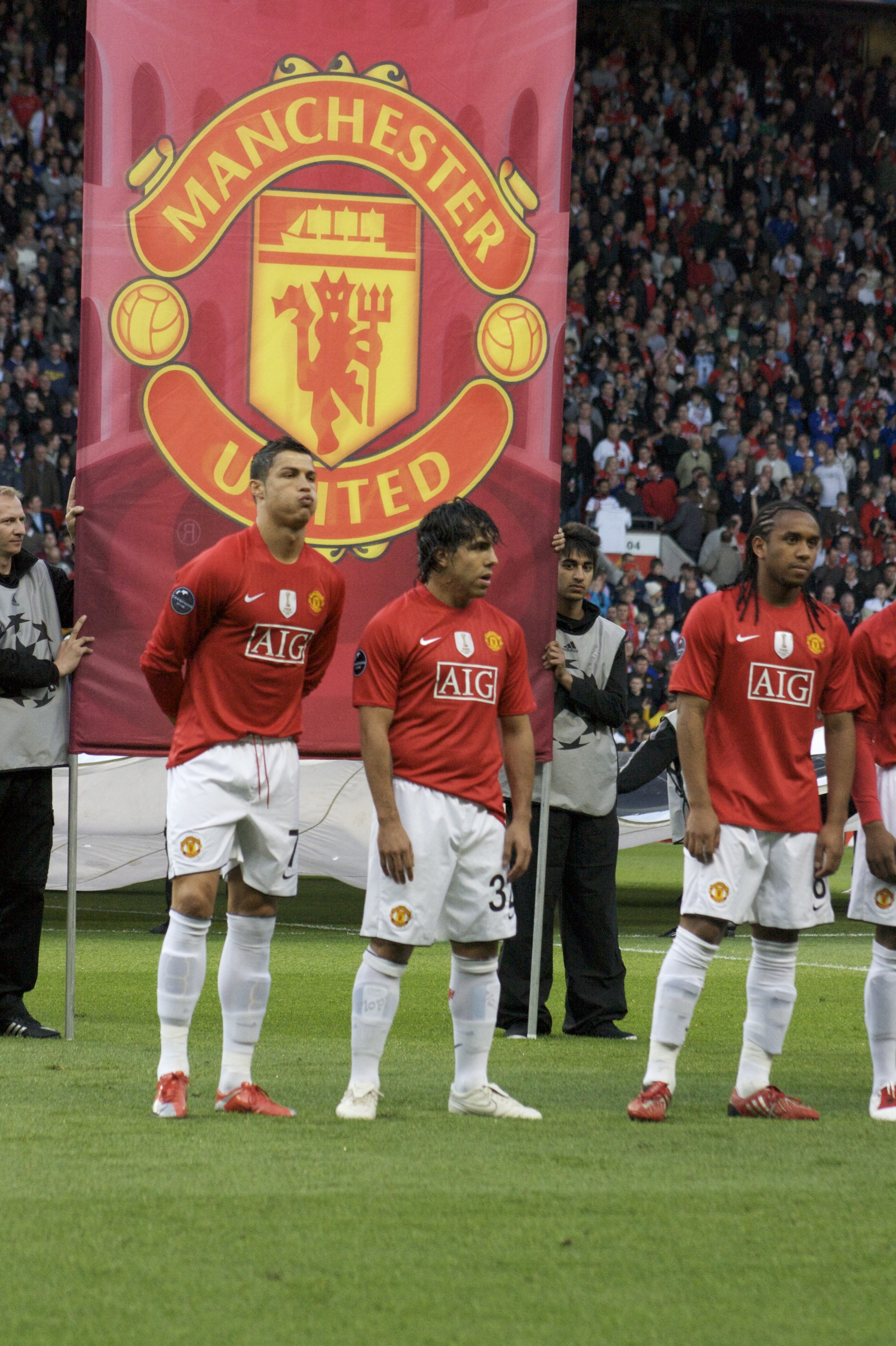
Андерсон (справа) с Криштиану Роналду и Карлосом Тевесом

21 декабря 2008 года Андерсон провёл на поле 88 минут в финальном матче Клубного чемпионата мира 2008 года, в котором «Юнайтед» одержал победу благодаря голу Уэйна Руни. 3 марта 2009 года в финальном матче Кубка Лиги против «Тоттенхэма» Андерсон вышел на замену на 56-й минуте, заменив Дэнни Уэлбека. В серии послематчевых пенальти бразилец забил решающий гол, а «Юнайтед» выиграл Кубок Футбольной лиги. 18 мая 2009 года в матче предпоследнего тура сезона против «Арсенала» «красным дьяволам» требовалось лишь одно очко для завоевания третьего подряд чемпионства в Премьер-лиге. Андерсон вышел в этом матче на замену Уэйну Руни в конце матча, а «Юнайтед» удержал ничейный счёт 0:0, завоевав чемпионский титул на «Олд Траффорд».
29 июля 2009 года Андерсон забил свой первый гол за «Манчестер Юнайтед» ударом со штрафного в матче Кубка Audi против «Бока Хуниорс». 12 сентября 2009 года бразилец открыл счёт своим официальным голам за «Юнайтед», забив мяч в ворота «Тоттенхэм Хотспур» в выездном матче Премьер-лиги на «Уайт Харт Лейн», который завершился победой гостей со счётом 3:1.
29 января 2010 года появились сообщения о том, что Андерсон может перейти во французский «Лион» на правах аренды до конца сезона после ссоры с главным тренером «Юнайтед» Алексом Фергюсоном. Согласно ряду источников, Андерсон уезжал в Бразилию без разрешения Фергюсона, за что был оштрафован клубом на 80 тыс. фунтов. Слухи о переходе в «Лион» не подтвердились, и Андерсон вернулся к выступлениям за основной состав 23 февраля в матче против «Вест Хэма». Однако уже на 19-й минуте матча бразилец получил травму и был заменён на Пак Чи Сона. После медицинского обследования было обнаружено, что у Андерсона разрыв крестообразных связок колена и он пропустит шесть месяцев, то есть остаток сезона 2009/10 и чемпионат мира 2010 года.
20 августа 2010 года Алекс Фергюсон сообщил, что Андерсон вернулся к тренировкам и может быть включён в заявку на выездной матч против «Фулхэма» 22 августа. Его возвращение в основной состав состоялось 19 сентября, когда он вышел на замену Димитру Бербатову в концовке матча против «Ливерпуля», которой завершился победой «Манчестер Юнайтед» до счётом 3:2. 22 сентября Андерсон сыграл все 90 минут в матче 3 раунда Кубка Лиги против «Сканторп Юнайтед». 7 декабря Андерсон забил свой первый гол на «Олд Траффорд» и одновременно свой первый гол в Лиге чемпионов в матче против «Валенсии», который завершился вничью 1:1. 15 декабря 2010 года он продлил свой контракт с «Манчестер Юнайтед» на 4,5 года до июня 2015 года.

#### Аренда в «Фиорентину»
18 января 2014 года Андерсон перешёл в итальянскую «Фиорентину» на правах аренды до окончания сезона 2013/14.

### Возвращение в Бразилию
2 февраля 2015 года Андерсон и «Манчестер Юнайтед» разорвали договор, при этом английский клуб выплатил полузащитнику 550 тыс. фунтов. 3 февраля он подписал четырёхлетний контракт с «Интернасьоналом». В своём третьем матче за клуб против боливийского «Стронгеста» Андерсон почувствовал себя плохо: игра проходила на высоте 3200 метров над уровнем моря, и футболисту после замены даже потребовалась кислородная маска. В декабре того же года игроком заинтересовался китайский клуб «Тяньцзинь Цюаньцзянь», предложивший за трансфер полузащитника 6,3 млн долларов. Но «Интер» отклонил предложение.
В октябре 2016 года Андерсон и Вильям были отстранены от тренировок «Интера» за драку. 22 февраля 2017 года он был арендован клубом «Коритиба». После завершения годичной аренды, 28 января 2018 года «Интернасьонал» принял решение разорвать контракт с футболистом.

### Завершение карьеры и проблемы с законом
Последним клубом Андерсона стал турецкий «Адана Демирспор», где после окончания карьеры игрока он стал ассистентом тренера. Параллельно занялся инвестициями в криптовалюты, стартовав собственную компанию. В 2021 году государственным министерством штата Риу-Гранди-ду-Сул ему было предъявлено обвинение в краже и отмывании денег. По версии следствия годом ранее компания, в которую входил Андерсон, обошла систему безопасности банка и вывела 5,5 млн евро. После деньги были «отмыты» через покупку криптовалюты.

## Карьера в сборной

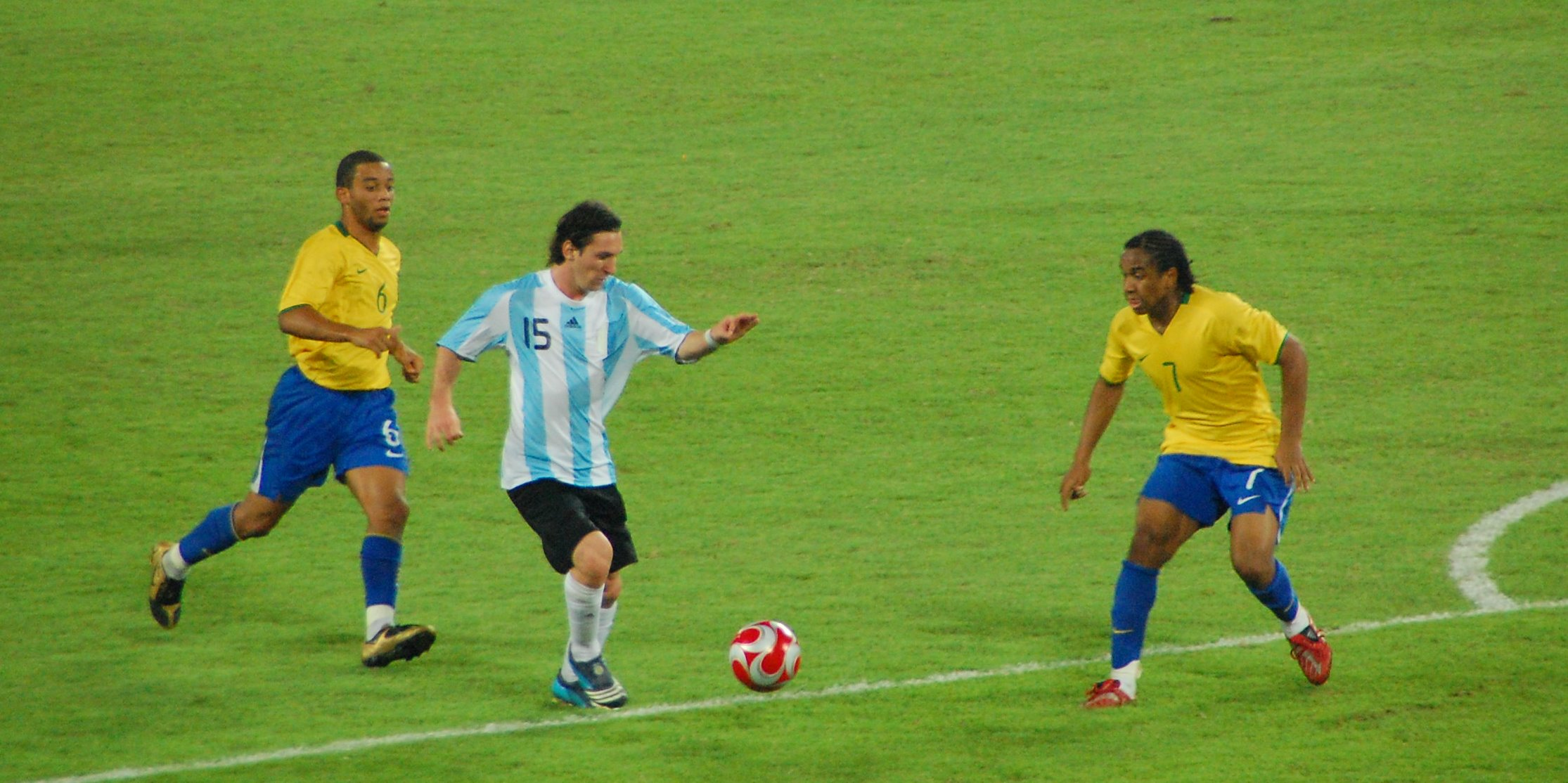
Андерсон (справа) и аргентинец Лионель Месси на Летних Олимпийских играх 2008 года

В апреле 2005 года Андерсон сыграл за Бразилию в чемпионате Южной Америки по футболу (до 17 лет), а в октябре занял со сборной второе место на проходящем в Перу чемпионате мира для юниоров до 17 лет и получил «Золотой мяч Адидас» как лучший игрок турнира.
27 июня 2007 года Андерсон дебютировал за основной состав сборной Бразилии на Кубке Америки в матче со сборной Мексики, выйдя на замену Диего в начале второго тайма. Бразилия проиграла в этой встрече со счётом 2:0. 1 июля 2007 года Андерсон впервые начал матч в стартовом составе сборной в игре против сборной Чили, которая завершилась победой бразильцев со счётом 3:0.
Андерсон принял участие в Летних Олимпийских играх 2008 года в Пекине за сборную Бразилии в дисциплине «Футбол». Сборная Бразилии заняла итоговое третье место, а Андерсон получил бронзовую медаль Олимпийских игр.
Матчи Андерсона за основную сборную Бразилии
| Матчи Андерсона за основную сборную Бразилии | Матчи Андерсона за основную сборную Бразилии | Матчи Андерсона за основную сборную Бразилии | Матчи Андерсона за основную сборную Бразилии | Матчи Андерсона за основную сборную Бразилии | Матчи Андерсона за основную сборную Бразилии |
| -------------------------------------------- | -------------------------------------------- | -------------------------------------------- | -------------------------------------------- | -------------------------------------------- | -------------------------------------------- |
| №                                            | Дата                                         | Оппонент                                     | Счёт                                         | Голы Андерсона                               | Соревнование                                 |
| 1                                            | 27 июня 2007                                 | Мексика                                      | 0:2                                          | -                                            | Кубок Америки 2007                           |
| 2                                            | 1 июля 2007                                  | Чили                                         | 3:0                                          | -                                            | Кубок Америки 2007                           |
| 3                                            | 6 февраля 2008                               | Ирландия                                     | 1:0                                          | -                                            | Товарищеский матч                            |
| 4                                            | 26 марта 2008                                | Швеция                                       | 1:0                                          | -                                            | Товарищеский матч                            |
| 5                                            | 6 июня 2008                                  | Венесуэла                                    | 0:2                                          | -                                            | Товарищеский матч                            |
| 6                                            | 15 июня 2008                                 | Парагвай                                     | 0:2                                          | -                                            | Отборочные матчи ЧМ-2010                     |
| 7                                            | 18 июня 2008                                 | Аргентина                                    | 0:0                                          | -                                            | Отборочные матчи ЧМ-2010                     |
| 8                                            | 19 ноября 2008                               | Португалия                                   | 6:2                                          | -                                            | Товарищеский матч                            |

Итого: 8 матчей / 0 голов; 4 победы, 1 ничья, 3 поражения.
Матчи Андерсона за сборную Бразилии (до 16 лет)
| Матчи Андерсона за сборную Бразилии (до 16) | Матчи Андерсона за сборную Бразилии (до 16) | Матчи Андерсона за сборную Бразилии (до 16) | Матчи Андерсона за сборную Бразилии (до 16) | Матчи Андерсона за сборную Бразилии (до 16) | Матчи Андерсона за сборную Бразилии (до 16) |
| ------------------------------------------- | ------------------------------------------- | ------------------------------------------- | ------------------------------------------- | ------------------------------------------- | ------------------------------------------- |
| №                                           | Дата                                        | Оппонент                                    | Счёт                                        | Голы Андерсона                              | Соревнование                                |
| 1                                           | 13 сентября 2004                            | Венесуэла                                   | 6:2                                         | -                                           | Чемпионат Южной Америки 2004                |
| 2                                           | 16 сентября 2004                            | Мексика                                     | 5:1                                         | -                                           | Чемпионат Южной Америки 2004                |
| 3                                           | 19 сентября 2004                            | Колумбия                                    | 0:1                                         | -                                           | Чемпионат Южной Америки 2004                |
| 4                                           | 21 сентября 2004                            | Уругвай                                     | 0:0                                         | -                                           | Чемпионат Южной Америки 2004                |

Итого: 4 матча / 0 голов; 2 победы, 1 ничья, 1 поражение.
Матчи Андерсона за сборную Бразилии (до 17 лет)
| Матчи Андерсона за сборную Бразилии (до 17) | Матчи Андерсона за сборную Бразилии (до 17) | Матчи Андерсона за сборную Бразилии (до 17) | Матчи Андерсона за сборную Бразилии (до 17) | Матчи Андерсона за сборную Бразилии (до 17) | Матчи Андерсона за сборную Бразилии (до 17) |
| ------------------------------------------- | ------------------------------------------- | ------------------------------------------- | ------------------------------------------- | ------------------------------------------- | ------------------------------------------- |
| №                                           | Дата                                        | Оппонент                                    | Счёт                                        | Голы Андерсона                              | Соревнование                                |
| 1                                           | 1 апреля 2005                               | Боливия                                     | 4:2                                         | 2                                           | Чемпионат Южной Америки 2005                |
| 2                                           | 5 апреля 2005                               | Эквадор                                     | 5:1                                         | -                                           | Чемпионат Южной Америки 2005                |
| 3                                           | 7 апреля 2005                               | Венесуэла                                   | 7:1                                         | 1                                           | Чемпионат Южной Америки 2005                |
| 4                                           | 9 апреля 2005                               | Парагвай                                    | 2:3                                         | 1                                           | Чемпионат Южной Америки 2005                |
| 5                                           | 13 апреля 2005                              | Колумбия                                    | 3:1                                         | -                                           | Чемпионат Южной Америки 2005                |
| 6                                           | 15 апреля 2005                              | Эквадор                                     | 4:1                                         | 1                                           | Чемпионат Южной Америки 2005                |
| 7                                           | 17 апреля 2005                              | Уругвай                                     | 2:2                                         | -                                           | Чемпионат Южной Америки 2005                |
| 8                                           | 20 сентября 2005                            | Нидерланды                                  | 2:1                                         | -                                           | Чемпионат мира 2005                         |
| 9                                           | 23 сентября 2005                            | Катар                                       | 6:0                                         | 1                                           | Чемпионат мира 2005                         |
| 10                                          | 26 сентября 2005                            | КНДР                                        | 3:1                                         | -                                           | Чемпионат мира 2005                         |
| 11                                          | 29 сентября 2005                            | Турция                                      | 4:3                                         | 1                                           | Чемпионат мира 2005                         |
| 12                                          | 2 октября 2005                              | Мексика                                     | 0:3                                         | -                                           | Чемпионат мира 2005                         |

Итого: 12 матчей / 7 голов; 9 побед, 1 ничья, 2 поражения.
Матчи Андерсона за олимпийскую сборную Бразилии
| Матчи Андерсона за олимпийскую сборную Бразилии | Матчи Андерсона за олимпийскую сборную Бразилии | Матчи Андерсона за олимпийскую сборную Бразилии | Матчи Андерсона за олимпийскую сборную Бразилии | Матчи Андерсона за олимпийскую сборную Бразилии | Матчи Андерсона за олимпийскую сборную Бразилии |
| ----------------------------------------------- | ----------------------------------------------- | ----------------------------------------------- | ----------------------------------------------- | ----------------------------------------------- | ----------------------------------------------- |
| №                                               | Дата                                            | Оппонент                                        | Счёт                                            | Голы Андерсона                                  | Соревнование                                    |
| 1                                               | 28 июля 2008                                    | Сингапур                                        | 3:0                                             | -                                               | Товарищеский матч                               |
| 2                                               | 1 августа 2008                                  | Вьетнам                                         | 2:0                                             | -                                               | Товарищеский матч                               |
| 3                                               | 7 августа 2008                                  | Бельгия                                         | 1:0                                             | -                                               | Финальные матчи ОИ-2008                         |
| 4                                               | 10 августа 2008                                 | Новая Зеландия                                  | 5:0                                             | 1                                               | Финальные матчи ОИ-2008                         |
| 5                                               | 16 августа 2008                                 | Камерун                                         | 2:0                                             | -                                               | Финальные матчи ОИ-2008                         |
| 6                                               | 19 августа 2008                                 | Аргентина                                       | 0:3                                             | -                                               | Финальные матчи ОИ-2008                         |
| 7                                               | 22 августа 2008                                 | Бельгия                                         | 3:0                                             | -                                               | Финальные матчи ОИ-2008                         |

Итого: 7 матчей / 1 гол; 6 побед, 1 поражение.

## Достижения

### Командные достижения
«Гремио»
- Чемпион бразильской Серии B: 2005

«Порту»
- Чемпион Португалии (2): 2005/06, 2006/07
- Обладатель Кубка Португалии: 2006
- Обладатель Суперкубка Португалии: 2007
- Итого: 4 трофея

«Манчестер Юнайтед»
- Чемпион Премьер-лиги (4): 2007/08, 2008/09, 2010/11, 2012/13
- Обладатель Кубка Футбольной лиги (2): 2009, 2010
- Победитель Лиги чемпионов УЕФА: 2008
- Победитель Клубного чемпионата мира: 2008
- Обладатель Суперкубка Англии (2): 2011, 2013
- Итого: 10 трофеев

Сборная Бразилии
- Обладатель Кубка Америки: 2007
- Бронзовый призёр Олимпийских игр: 2008
- Итого: 1 трофей

### Личные достижения
- Лучший игрок чемпионата мира среди юношей: 2005
- Обладатель премии Golden Boy: 2008

## Статистика выступлений

### Клубная карьера
| Клуб                | Сезон            | Лига | Лига | Кубки | Кубки | Еврокубки | Еврокубки | Прочие | Прочие | Итого | Итого |
| Клуб                | Сезон            | Игры | Голы | Игры  | Голы  | Игры      | Голы      | Игры   | Голы   | Игры  | Голы  |
| ------------------- | ---------------- | ---- | ---- | ----- | ----- | --------- | --------- | ------ | ------ | ----- | ----- |
| Гремио              | 2004             | 6    | 1    | 0     | 0     | 0         | 0         | 0      | 0      | 6     | 1     |
| Гремио              | 2005             | 21   | 7    | 4     | 0     | 0         | 0         | 0      | 0      | 25    | 7     |
| Гремио              | Итого            | 27   | 8    | 4     | 0     | 0         | 0         | 0      | 0      | 31    | 8     |
| Порту               | 2005/06          | 3    | 0    | 2     | 0     | 0         | 0         | 0      | 0      | 5     | 0     |
| Порту               | 2006/07          | 15   | 2    | 0     | 0     | 3         | 0         | 1      | 1      | 19    | 3     |
| Порту               | Итого            | 18   | 2    | 2     | 0     | 3         | 0         | 1      | 1      | 24    | 3     |
| Манчестер Юнайтед   | 2007/08          | 24   | 0    | 5     | 0     | 9         | 0         | 0      | 0      | 38    | 0     |
| Манчестер Юнайтед   | 2008/09          | 17   | 0    | 9     | 0     | 9         | 0         | 3      | 0      | 38    | 0     |
| Манчестер Юнайтед   | 2009/10          | 14   | 1    | 4     | 0     | 5         | 0         | 0      | 0      | 23    | 1     |
| Манчестер Юнайтед   | 2010/11          | 18   | 1    | 6     | 0     | 6         | 3         | 0      | 0      | 30    | 4     |
| Манчестер Юнайтед   | 2011/12          | 10   | 2    | 1     | 0     | 4         | 0         | 1      | 0      | 16    | 2     |
| Манчестер Юнайтед   | 2012/13          | 17   | 1    | 5     | 1     | 4         | 0         | 0      | 0      | 26    | 2     |
| Манчестер Юнайтед   | 2013/14          | 4    | 0    | 2     | 0     | 1         | 0         | 1      | 0      | 8     | 0     |
| Манчестер Юнайтед   | 2014/15          | 1    | 0    | 1     | 0     | 0         | 0         | 0      | 0      | 2     | 0     |
| Манчестер Юнайтед   | Итого            | 105  | 5    | 33    | 1     | 38        | 3         | 5      | 0      | 181   | 9     |
| Фиорентина (аренда) | 2013/14          | 7    | 0    | 1     | 0     | 0         | 0         | 0      | 0      | 8     | 0     |
| Фиорентина (аренда) | Итого            | 7    | 0    | 1     | 0     | 0         | 0         | 0      | 0      | 8     | 0     |
| Всего за карьеру    | Всего за карьеру | 157  | 15   | 40    | 1     | 41        | 3         | 6      | 1      | 244   | 20    |

(откорректировано по состоянию на 30 августа 2014 года)

### Карьера в сборной
| Сборная          | Год              | Отборочные матчи ЧМ | Отборочные матчи ЧМ | Кубок Америки | Кубок Америки | Товарищеские матчи | Товарищеские матчи | Итого | Итого |
| Сборная          | Год              | Игры                | Голы                | Игры          | Голы          | Игры               | Голы               | Игры  | Голы  |
| ---------------- | ---------------- | ------------------- | ------------------- | ------------- | ------------- | ------------------ | ------------------ | ----- | ----- |
| Бразилия         | 2007             | -                   | -                   | 2             | 0             | 0                  | 0                  | 2     | 0     |
| Бразилия         | 2008             | 2                   | 0                   | -             | -             | 4                  | 0                  | 6     | 0     |
| Всего за карьеру | Всего за карьеру | 2                   | 0                   | 2             | 0             | 4                  | 0                  | 8     | 0     |